# Bram Lagae
Bram Lagae (* 14. Januar 2004) ist ein belgischer Fußballspieler, der als Innenverteidiger spielt.

## Karriere
Lagae absolvierte seine Jugendausbildung bei VC Stasegem, dem KRC Harelbeke und der KAA Gent. Bei letzterem Verein war er in der U14 aktiv. Im Mai 2021 unterzeichnete Lagae einen Vertrag bis 2024 bei den Gentern.
Ab der Saison 2022/23 wurde die U23-Mannschaft von KAA Gent in die 1. Division Amateure eingegliedert. Lagae, der im Sommer 2022 mit dem Profikader im Trainingslager in Stegersbach war, etablierte sich dort sofort als feste Größe. Am 1. Dezember 2022 gab KAA Gent bekannt, dass Lagaes Vertrag bis 2025 verlängert wurde.
Am 13. Mai 2023 feierte Lagae sein Debüt in der ersten Mannschaft des Vereins: am dritten Spieltag der Europa-Play-offs wechselte ihn Trainer Hein Vanhaezebrouck in der 80. Minute im 4:0-Sieg gegen Cercle Brügge für Alessio Castro-Montes ein. Insgesamt kam er in dieser Saison zu drei Einsätzen in Ligaspielen der ersten Mannschaft. Daneben bestritt er 30 von 38 möglichen Ligaspielen für die U 23-Mannschaft, in denen er ein Tor schoss.
In der neuen Saison 2023/24 konnte Lagae auch international die ersten Einsatzminuten sammeln. Er wurde Mitte August 2023 bei der 1:2-Niederlage im Rückspiel in der 3. Qualifikationsrunde zur Europa Conference League gegen Pogoń Stettin eingesetzt. Dank eines höheren Sieges im Hinspiel qualifizierte sich der Verein aber für die Play-off-Runde und weiter für die Gruppenphase. In der Saison 2023/24 kam er zu 2 von 22 möglichen Ligaspielen sowie einem Pokalspiel und zwei Einsätzen im Europapokal. Dazu kamen 12 von 19 möglichen Ligaspielen mit einem geschossenen Tor für die U 23-Mannschaft.
Anfang Februar 2024 wurde er für den Rest der Saison an USL Dunkerque, einem Verein in der französischen Ligue 2, ausgeliehen. Hier bestritt er 15 von 16 möglichen Ligaspielen, davon 14 Spiele über die gesamte Länge.
Zur neuen Saison kehrte er zunächst in den Kader von Gent zurück. Im ersten Spiel der Saison gehörte er nicht zum Kader. Ende Juli 2024 wurde er dann für die Saison 2024/25 wurde er an Ligakonkurrenten KV Kortrijk verliehen.

## Nationalmannschaft
Lagae hat für verschiedene belgische Jugendnationalmannschaften gespielt, darunter U15, U16, U17, U18, U19 und seit 2023 U20.